# Uromyces
Uromyces es un género de hongos basidiomicetos patógenos de la familia Pucciniaceae. Fue descrito porFranz Unger en 1833 en Die Exantheme der Pflanzen.

## Especies
Especies en el género Uromyces incluidas:
- Uromyces apiosporus
- Uromyces beticola
- Uromyces ciceris-arietini
- Uromyces dianthi
- Uromyces euphorbiae
- Uromyces graminis
- Uromyces inconspicuus
- Uromyces lineolatus subsp. nearcticus
- Uromyces medicaginis
- Uromyces musae
- Uromyces oblongus
- Uromyces pisi-sativi - sinonim. Uromyces pisi
- Uromyces proëminens var. poinsettiae
- Uromyces trifolii-repentis var. fallens
- Uromyces viciae-fabae var. viciae-fabae